# Kiss Árpád (kémikus)
Kiss Árpád (Sárospatak, 1889. szeptember 16. – Szeged, 1968. november 10.) Kossuth-díjas kémikus, botanikus, a Magyar Tudományos Akadémia levelező tagja. Kiemelkedő jelentőségű fizikai kémiai munkássága a reakciókinetika, elektrokémia és spektroszkópia számos területére kiterjedt. Közel négy évtizeden keresztül volt a szegedi tudományegyetemen folyó kémiai oktatás és kutatás meghatározó alakja.

## Életútja
A Sárospataki Református Kollégium elvégzése után a Budapesti Tudományegyetemen folytatta tanulmányait. Az 1912/1913-as tanévben vegyészhallgatóként az egyetem III. számú Kémiai Intézetének gyakornoka volt Buchböck Gusztáv mellett. Bölcsészdoktori és középiskolai tanári oklevelét 1913-ban szerezte meg. Rövid ideig a kémiai intézetnél maradt, de még ugyanebben az évben bevonult katonának.
Az időközben kitört első világháború során, 1914-ben megsebesült és orosz hadifogságba került. Négy éven keresztül a nyikolajevszki és amurszki mezőgazdasági intézetekben növénykórtani és búzanemesítési kísérletekkel foglalkozott, majd két évig a Távol-Kelet flóráját tanulmányozta.
Hazatérését követően, 1920–1921-ben a Budapesti Tudományegyetem kémiai intézetében oktatott tanársegédként, majd 1921-től 1923-ig a leideni egyetem szervetlen kémiai intézetében volt a fizikokémia docense. Innen is hazatért, és 1924-től a szegedi Ferenc József Tudományegyetemen előbb a kémia nyilvános rendes tanára, 1949 után tanszékvezető egyetemi tanára volt. Ezzel párhuzamosan 1924-től az akkor alapított II. számú Vegytani Intézet – 1934 után Általános és Szervetlen Vegytani Intézet – igazgatói tisztségét is betöltötte. 1935-ben egy éven keresztül, ideiglenes jelleggel – Szent-Györgyi Albert érkezéséig – az I. számú Vegytani Intézet munkáját is irányította.
1954-től 1961-es nyugdíjazásáig a korábbi kémiai intézetből kivált általános és fizikai kémiai tanszék tanszékvezető egyetemi tanára volt. A szegedi egyetemen töltött közel három évtized során több fontos tisztséget ellátott a tanintézet vezetésében: 1931–1932-ben, 1938–1939-ben, végül 1941–1942-ben a matematikai és természettudományi kar, 1952–1954-ben a természettudományi kar dékánja, 1954–1955-ben pedig az egyetem rektora volt.

## Munkássága
Tudományos pályája során elsősorban fizikokémiával foglalkozott. A leideni, majd a szegedi egyetemen is fizikai kutatólaboratóriumot rendezett be a saját elképzeléseinek megfelelően, ahol pályáján végigívelő reakciókinetikai, komplexkémiai, elektrokémiai és spektroszkópiai vizsgálatait végezte.
1911-ben – még budapesti vegyészhallgatóként – ő írta az első magyar nyelvű monográfiát az 1896-ban felfedezett radioaktivitás jelenségéről. 1913-as doktori disszertációjának témája a nitrogén-oxidok és a klór kölcsönhatása volt, ezzel az elsők között vizsgálta a homogén, harmadrendű kémiai reakciókat. Későbbi reakciókinetikai kutatásai során tanulmányozta a semleges sóhatás szerepét a vizes oldatokban végbemenő ionreakciók sebességére, valamint az elektromos vezetésre nem képes közegek, azaz a nem elektrolitek befolyását a reakciósebességre. Ez irányú vizsgálati eredményeivel nagyban hozzájárult a magyarországi elektrokémiai korróziós kutatásokhoz. Mindemellett behatóan foglalkozott az oldatok Brønsted–Lowry-féle sav-bázis elméletével és kísérleti igazolásának lehetőségeivel.
Kiterjedt spektroszkópiai vizsgálatokat végzett aromás szénhidrogéneken, hidratált fémionokon és komplex sókon. Kísérletei során a komplex vegyületek színképei, fényelnyelési tulajdonságai alapján meghatározta szerkezetüket. Az irányított fényelnyelés elméletét alapul véve behatóan foglalkozott a kondenzált szénhidrogének fényelnyelésével is, értelmezte és tipologizálta a szerves vegyületek oldatszínképeit. Kísérletekkel igazolta a fémionok komplex vegyületeinek fizikai sajátságait és kémiai viselkedését értelmező ligandumtér-elméletet. 1954-ben elhangzott akadémiai székfoglalójának témájául ide vágó kutatási eredményeit ismertette Az atomkötésű komplexek fényelnyelése címen.
A fényelnyeléssel kapcsolatos, főként német nyelven megjelent művei mellett több alapvető egyetemi tankönyv írása fűződik a nevéhez. 1924 és 1946 között az Acta Chimica et Physica, 1955 után az Acta Physica et Chemica című szegedi szakfolyóiratok szerkesztője volt.
Kémiai munkássága mellett növénytannal is foglalkozott, távol-keleti és zempléni-hegységi florisztikai kutatásaival a botanikusok körében is elismerést szerzett.

## Társasági tagságai és elismerései
Tudományos érdemei elismeréseként 1954-ben a Magyar Tudományos Akadémia levelező tagjává választották, ahol a korróziós bizottság elnöki tisztét is betöltötte. 1943-ban a londoni Faraday Társaság (Faraday Society), 1945-ben a Német Fizikokémiai Bunsen Társaság (Deutsche Bunsengesellschaft für Physikalische Chemie) és az Amerikai Kémiai Társaság (American Chemical Society), 1949-ben a Francia Kémiai Társaság (Société chimique de France) is tagjai sorába emelte.
1954-ben a Munka Érdemrendet, 1955-ben a Kossuth-díj második fokozatát vehette át, emellett a Szovjet Tudományos Akadémia Lomonoszov-érmével is kitüntették.

## Főbb művei
- A radioactivitas jelenségeinek tárgyalása chemiai szempontból. Sárospatak: Dani. 1911
- Über die Neutralsalzwirkung bei Ionreaktionen. In: Zeitschrift für Physikalische Chemie 1927 (Bruckner Győzővel)
- Zur Lichtabsorption der Kobaltrhodanidlösungen I–II. Leipzig: Akademische Verlagsgesellschaft. 1940–1941 (Csokán Pállal)
- Cyano- und Thiosulfatokomplexe. Leipzig. 1941
- Kolloidika: 3. éves vegyészhallgatók számára. Szeged: Szegedi Tudományegyetem. 1950
- Általános kémia. Szeged: Szegedi Tudományegyetem. 1950
- Fizikai kémia. Szeged: Szegedi Tudományegyetem. 1951
- A szterikus gátlás hatása a fényelnyelésre. In: MTA Kémiai Tudományok Osztályának Közleményei 1955.  27–35. o.
- Beiträge zur Lichtabsorption der Chelat-Complexe. In Acta Chimica 1957–1958 (Császár Józseffel)
- Theorie der Lichtabsorption. Budapest. 1958
- Über die Lichtabsorption von Cyanokomplexen der Übergangselemente. In: Acta Chimica 1964 (Bán Miklóssal)

## További irodalom
- Schay Géza: Kiss Árpád. In: Kémiai Közlemények 1969
- Schay Géza: Kiss Árpád. In: Magyar Tudomány 1969
- Bán Miklós: Kiss Árpád élete és munkássága. In: Magyar Kémikusok Lapja 1989
- Csizmazia György: Szibéria és Hegyalja botanikus tudósa: Emlékezés a 110 éve született Kiss Árpád akadémikus, szegedi kémikus professzorra. In: Szeged XI. 1999. 1. sz. 36–39. o.
- Bán Miklós: Egy következetes kutató: Emlékezés Kiss Árpád akadémikusra, Szeged tudós kémikusára. In: Szeged XI. 1999. 9. sz. 34–37. o.